# Coffs Harbour
Coffs Harbour ist eine Küstenstadt im Norden des australischen Bundesstaates New South Wales. Die Stadt befindet sich etwa 540 km nördlich von Sydney, 400 km südlich von Brisbane und hat 51.069 Einwohner. Sie ist Verwaltungssitz und Zentrum des lokalen Verwaltungsgebiets Coffs Harbour City.
Die Umgebung von Coffs Harbour wird dominiert von Resorts und Appartementkomplexen, umgeben von Bergen, Bananenplantagen und Farmen.
Der Name Coffs Harbour lässt sich auf Captain John Korff zurückführen, der die Gegend Korff's Harbour nannte, als er 1847 Schutz vor einem Unwetter suchte.
Coffs Harbour ist der Mittelpunkt einer gedeihenden Bananenindustrie. Eine der größten Attraktionen ist die Big Banana, die größte Banane der Welt (aus Beton) als Symbol des bekanntesten Exportgutes der Region, innerhalb der man mehr über den Bananenanbau erfahren kann. Zudem existiert eine beliebte Tauchbasis in einem kleinen natürlichen Riff.
Weitere Sehenswürdigkeiten sind der Tierpark Pet Porpoise Pool (Delphin- und Seehundshow), das Historical Museum (Bilder, Werkzeuge und Erinnerungsstücke aus der Pionierzeit) und der Botanische Garten am Ufer des Coffs Creek mit Pflanzen aus subtropischen und gemäßigten Zonen.
Die Stadt beherbergt den Coffs Harbour Education Campus, eine Partnerschaft zwischen der Southern Cross University und dem Coffs Harbour Senior College.
Im Osten befindet sich ein kleiner Yachthafen. In Coffs Harbour gibt es einen kleinen Flughafen und eine wichtige Hauptstraße führt (Pacific Highway) von Sydney nach Brisbane durch die Stadt. Außerdem ist die Stadt mit der Eisenbahn an der Hauptstrecke Sydney-Brisbane zu erreichen.

## Sport
2001 trug die Australische Fußballnationalmannschaft vier WM-Qualifikationsspiele in Coffs Harbour aus, darunter am 11. April das mit 31:0 gegen Amerikanisch-Samoa gewonnene Spiel, bei dem es sich um den höchsten Länderspielsieg aller Zeiten handelt.
Für die Austragung der Rallye Australien, die zur Rallye-Weltmeisterschaft 2011 zählt, wurde die Gegend in und um Coffs Harbour als Veranstaltungsort gewählt.

## Persönlichkeiten
- Mervyn Rose (1930–2017), australischer Tennisspieler
- Marjorie Jackson-Nelson (* 1931), australische Leichtathletin und Politikerin
- Russell Crowe (* 1964), hier ansässiger neuseeländischer Schauspieler
- Simmone Jade Mackinnon (* 1973), hier ansässige australische Schauspielerin
- Emanuel Oppliger (* 1975), australisch-schweizerischer Snowboardfahrer
- Alexandra Croak (* 1984), australische Wasserspringerin
- Clare Wheeler (* 1999), australische Fußballspielerin

## Klimatabelle
|                       | Jan   | Feb   | Mär   | Apr   | Mai   | Jun   | Jul  | Aug  | Sep  | Okt  | Nov   | Dez   |   |         |
| Mittl. Tagesmax. (°C) | 26,8  | 26,7  | 25,9  | 24,0  | 21,3  | 19,3  | 18,6 | 19,7 | 21,7 | 23,5 | 24,8  | 26,2  | ⌀ | 23,2    |
| Mittl. Tagesmin. (°C) | 19,4  | 19,4  | 18,2  | 15,2  | 11,8  | 9,0   | 7,5  | 8,2  | 10,8 | 13,7 | 16,0  | 18,1  | ⌀ | 13,9    |
|                       |       |       |       |       |       |       |      |      |      |      |       |       |   |         |
| Niederschlag (mm)     | 184,5 | 211,0 | 247,7 | 183,4 | 171,5 | 116,3 | 77,3 | 77,7 | 62,0 | 89,2 | 132,4 | 148,5 | Σ | 1.701,5 |
|                       |       |       |       |       |       |       |      |      |      |      |       |       |   |         |
| Regentage (d)         | 15,4  | 14,9  | 16,8  | 12,6  | 11,6  | 10,0  | 8,1  | 7,9  | 8,4  | 11,3 | 12,1  | 13,5  | Σ | 142,6   |

| 19,4 |

| 19,4 |

| 18,2 |

| 15,2 |

| 11,8 |

| 9,0 |

| 7,5 |

| 8,2 |

| 10,8 |

| 13,7 |

| 16,0 |

| 18,1 |

| 19,4 |

| 19,4 |

| 18,2 |

| 15,2 |

| 11,8 |

| 9,0 |

| 7,5 |

| 8,2 |

| 10,8 |

| 13,7 |

| 16,0 |

| 18,1 |